# Cornelia Funkeová
Cornelia Funkeová (* 11. prosince 1958, Dorsten) je německá spisovatelka , autorka knih pro děti a ilustrátorka.

## Život
Po maturitě se přestěhovala do Hamburku, kde získala vzdělání diplomované pedagožky, skoro 3 roky pracovala jako vychovatelka a současně studovala knižní ilustraci na vysoké škole v Hamburku. Ke kariéře spisovatelky se dostala skrz původní povolání ilustrátorky. Zvrat v její kariéře způsobilo rozhodnutí ilustrovat svoje vlastní knihy (příkladem spisovatelsko-ilustrátorské práce autorky je i její světoznámý román Pán zlodějů). Je autorkou několika desítek takovýchto knih. Pracovala také jako scenáristka televizního seriálu. Do května 2005 žila se svým manželem a dětmi v Hamburku, poté se přestěhovali do Los Angeles. V roce 2006 její manžel po 25letém manželství zemřel.

## Spisovatelství
Její román Inkoustové srdce vyšel v září 2003 v Německu, Velké Británii, v USA, Kanadě a v Austrálii. V roce 2004 také vyšel anglický překlad její knihy Dračí jezdec. Celkový náklad jejích knih překročil v roce 2005 deset milionů kusů. Její knihy byly postupně překládané do 30 jazyků. Podle časopisu Time patřila v roce 2005 mezi 100 nejvlivnějších osobností světa. Mnohými kritiky byla nazvána německou Joanne Rowlingovou. Po vydání v angličtině se několikrát její knihy dostaly i na přední místa seznamu knižních bestsellerů v New Yorku. Několik jejích knih bylo zfilmováno americkou společností Warner Brothers.

## Dílo
- Pán zlodějů, 2003
- Inkoustové srdce, 2005 (1. díl trilogie)
- Příšerky a jejich historky, 2007
- Lovci strašidel na ledové stopě, 2010
- Inkoustová krev, 2010 (2. díl trilogie)
- Inkoustová smrt, 2011 (3. díl trilogie)